# 島欽一
島 欽一（しま きんいち、1877年（明治10年）10月28日 - 1941年（昭和16年）10月28日）は、日本の実業家、グラフィックデザイナー。日本初の図案社とされる島丹誠堂図案社の創業者。

## 人物
三代続く画人の家系に生まれたが、本格的な美術を捨て広告図案という商業美術の分野に専念し、当時珍しかった「石埭流」の文字を扱い、戦前における多くの新聞広告や図案を考案した。
石埭流は書家・永坂石埭（1845年 - 1924年）の書体だが、欽一が使用した書体はそれに創意工夫を加えたものだった。
欽一は、1934年にいすゞ自動車の初代社章（通称、さざなみマーク）を考案したことでも知られる。社章を考案した当初は自動車工業（いすゞ自動車の前身）の車の商標を制作したに過ぎなかったが、1949年にいすゞ自動車が設立された際に初代社章として採用された。
「いすゞ」の書体が石埭流であるなど、一説に「いすゞ」の名称も欽一が考案したとも言われる。

## 経歴
- 1877年10月28日、長野県飯田市で出まれる。
- 1891年、飯田尋常小学校（現、追手町小学校）高等科を卒業。3学年上に菱田春草がいた[7]。
- 1895年、旧制飯田中学（現、長野県飯田高等学校）を卒業。飯田藩のお抱え絵師だった祖父の島高麿、父の島南谷、叔父の島南岱の影響を受け、京都で今尾景年に師事し、四条円山派を学ぶ[8]。
- 1897年、父の他界により、飯田に戻り家督を相続する。
- 1902年、東京に上京し、間もなく銀座に「島丹誠堂図案社」を開業する[9]。
- 1930年、数寄屋橋交差点前（現、銀座ソニーパークの一角）に社屋を建設する。
- 1941年10月28日、64歳で死去。